# 前田悟志
前田 悟志（まえだ さとし、1976年11月16日 - 2023年3月8日）は、長崎県佐世保市生まれの日本の写真家である。家猫を専門とする。「ネコグラファー」（商標登録済み（登録5801021））の愛称で知られ、年間200匹もの家猫を飼い主の家に訪問し撮影する。。

享年46歳。社会医療法人財団 白十字会 佐世保中央病院にで、令和5年3月8月3時14分、循環血液量減少ショックと診断される。

## 来歴
2000年に有限会社アイフリーク（現・アイフリークモバイル）を永田万里子とともに設立し取締役を務め、ウォルト・ディズニー・ジャパンのデコメールサイトのプロデューサーを務めた。アイフリーク退職後はフリーラスとして企業のSNS企画、運営代行を行った（加ト吉Twitter・現テーブルマーク）なと、当時流行した「ゆる公式サイト」など多数
■アイフーク退職後の来歴
SNSに自宅の猫の写真をアップし注目を集める。最初のクライアントはアメリカのテレビ局のNBC。Twitterで公開されていた自宅の猫写真をNBC側からの著作買取型の提案を了承し、著作権、著作者人格権を譲渡した。
ねこのその後Benesse刊「ねこのきもち」にてカメラマンとしてデビューした。 

## 人物
- ファンの間では「まえさとさん」「マエサト氏」と呼ばれているが、正式には「まえさとさん」。
- 「加賀前田家」の分家出身である（SNSにて家系図をアップしたことがある。）。
- 深夜帯のアニメが好きと公言している。
- 写真展への差し入れで1番嬉しいものは「レッドブル」と答えている。
- にゃんこマガジン連載記事 ではしばしば反感を買うような刺激的なタイトルを付けている。本人曰く「一種の炎上商法。炎上させてでも読んで欲しい記事だから。」と答えている。
- スコティッシュフォールドの先天的な病気「遺伝性骨形成異常症」に対しての検知が深く、無理なブリード、発症後の放棄に対して警鐘を鳴らしている。これはプロの猫写真家としては異例のことであり、ネコグラファー株式会社のオフィスにはブリーダー・同業者よりカミソリ入りの手紙が届くほどである。それでもこの周知活動は続けていくと語っている。[注釈 4]
- 各SNSなどで野良猫の写真とともに「猫の居場所」を明記することにより、当該場所への猫の放棄・虐待・連れ去りなどが行われている現状を打開するため猫写真家 末吉弦太氏発案の「#僕らの居場所はいわにゃいで」というハッシュタグの周知活動に賛同し、共に活動を行っている。
- 猫漫画「猫絵十兵衛 御伽草紙」作者の永尾まる氏とは親交が深く、お互いサイン本を送り合う仲である。

## 著作
- 煉と虎徹 = LEN AND KOTETSU'S STORY.（THE BLACK SWAN 煉著、2016年、河出書房新社、ISBN 978-4-3092-7698-4）2016年オリコンランキング、アマゾン犬猫写真集部門1位、アマゾン写真集ランキングではアイドルの写真集を抑え2位獲得。当時動物写真集の発売前での、予約売切、重版は珍しかった。これは作者の前田が培ったTwitterでのプローモーション戦略によるのもが大きいのは明確である
- モルとムギ 相撲部屋の猫親方（荒汐部屋著、2016年、河出書房新社、ISBN 978-4-3092-7780-6）
- 煉と虎徹カレンダーBOOK2017（THE BLACK SWAN 煉著、2016年、河出書房新社、ISBN 978-4-3099-7902-1）Amazon2017年度カレンダーランキング1位獲得
- 航海士にゃんこ カンパチ船長（まさと船長著、2017年、河出書房新社、ISBN 978-4-3092-7811-7）[1] Amazon写真集ランキング1位。